# Ami Girard

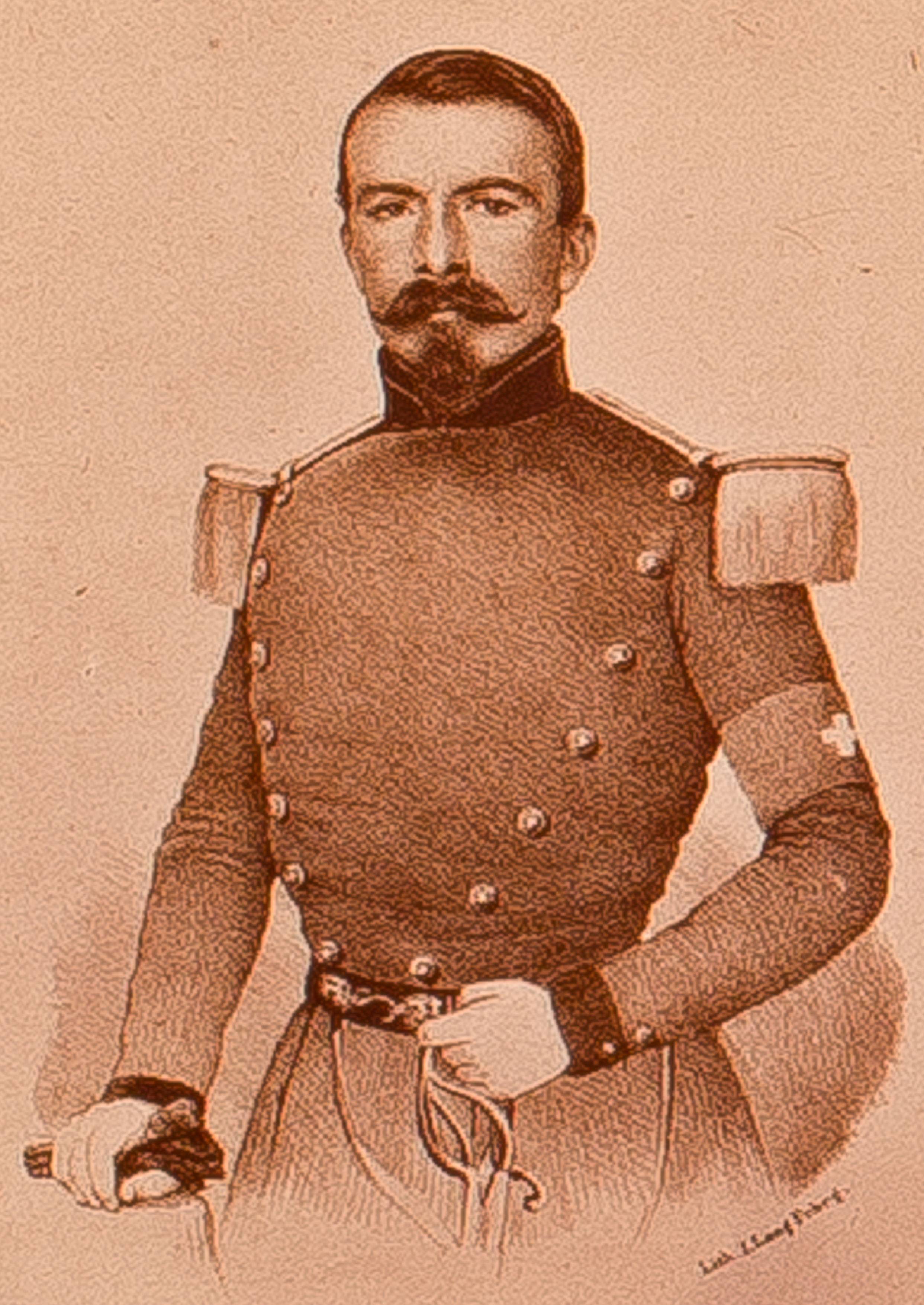
Ami Girard, 1856

Ami Girard (* 6. Februar 1819 in Chézard-Saint-Martin; † 10. April 1900 in Renan) war ein Schweizer Politiker und Offizier. Er war einer der militärischen Anführer der Revolution von 1848 im Kanton Neuenburg, die zum Ende der preussischen Herrschaft führte. Von 1860 bis 1869 gehörte er dem Nationalrat an.

## Biografie

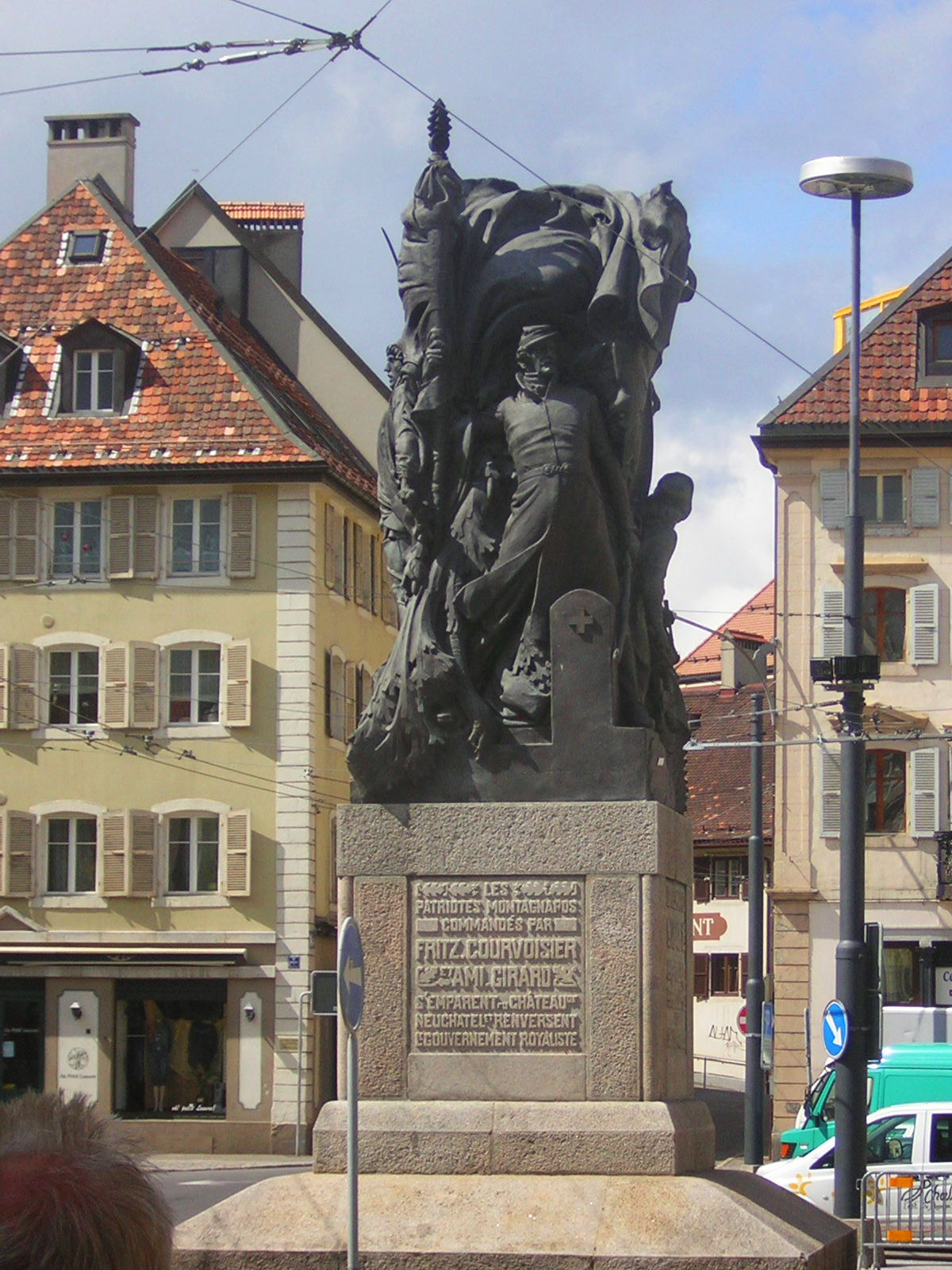
Denkmal in La Chaux-de-Fonds zu Ehren von Ami Girard und Fritz Courvoisier

Er wuchs in Renan im französischsprachigen Teil des Kantons Bern auf, wo sein Vater Jean-Frédéric Girard und seine Mutter Marie Mauley einen Gasthof führten. In diesem trafen sich die radikalliberalen Exilanten, die nach dem gescheiterten anti-preussischen Aufstand von 1831 aus dem Kanton Neuenburg verbannt worden waren, oft zu Versammlungen. Girard absolvierte eine Handelsausbildung in Lörrach und Biel, schlug dann aber eine militärische Karriere ein. Als Artillerieoffizier war er 1842 nach der Aufhebung der Klöster an der eidgenössischen Besetzung der katholischen Teile des Kantons Aargau beteiligt, ebenso 1845 am Freischarenzug gegen Luzern. Wie sein Freund Fritz Courvoisier kämpfte er 1847 während des Sonderbundskriegs in einem Berner Regiment.
Girard erfuhr zu Beginn des Jahres 1848, dass die Neuenburger Radikalliberalen einen Umsturz der monarchistischen Regierung des preussischen Gouverneurs Ernst von Pfuel planten. Als Leutnant der Infanterie scharte er Freiwillige aus dem Vallon de Saint-Imier um sich und begab sich mit ihnen am 29. Februar nach La Chaux-de-Fonds. Dort vereinigten sie sich am frühen Morgen des 1. März mit den Truppen des Rebellenführers Courvoisier. Daraufhin zogen rund 500 bis 600 Mann nach Neuchâtel, wo sie am Abend das Schloss Neuenburg besetzten, die Regierung entmachteten und den Kanton zu einer Republik erklärten. Einige Tage später entwaffnete Girard an der Spitze von 1500 Aufständischen jene Royalisten, die nach La Sagne, Les Ponts-de-Martel und Le Locle geflohen waren.
Anschliessend war Girard an der Ausarbeitung der neuen Neuenburger Kantonsverfassung beteiligt. Ebenfalls 1848 wurde er in den Grossen Rat gewählt, dem er bis 1854 angehörte. Parallel dazu amtierte er 1851/52 als Statthalter von La Chaux-de-Fonds und 1852/53 als Staatsrat (Vorsteher des Militär- und Baudepartements). 1853 zum Major befördert, wurde Girard drei Jahre später zum Oberbefehlshaber der Streitkräfte von La Chaux-de-Fonds ernannt und war an der Niederschlagung des royalistischen Aufstands beteiligt. Obwohl er seinen Wohnsitz wieder nach Renan im Berner Jura verlegt hatte, vertrat er von 1860 bis 1869 den Kanton Neuenburg im Nationalrat. Von 1859 bis 1869 war er auch Abgeordneter im Grossen Rat des Kantons Bern. 1860 wurde Girard zum Oberstleutnant befördert, 1867 zum Obersten. 1880 kommandierte er die 4. Brigade der Landwehr.